# Estación de Oporto

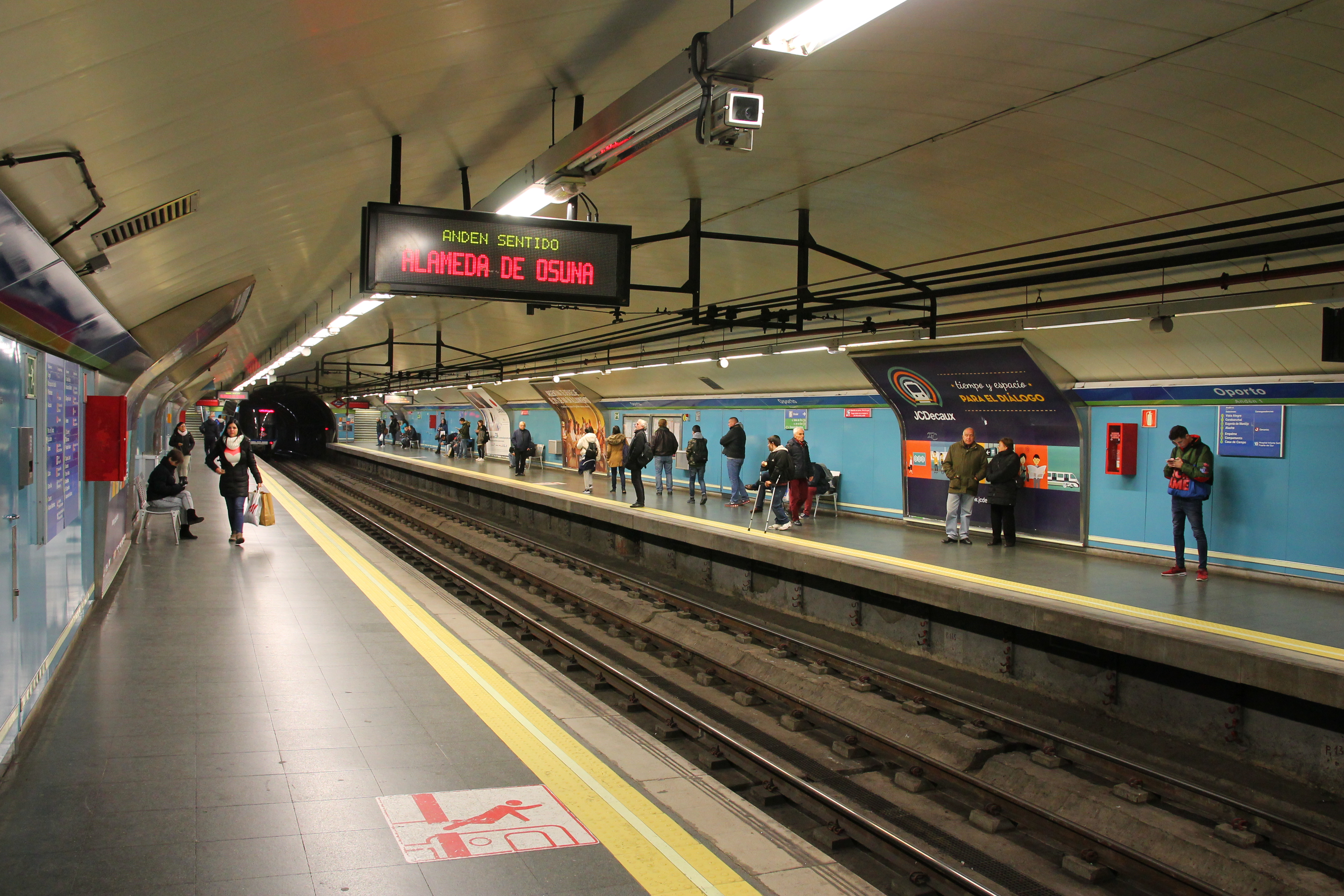
Andén de la línea 5

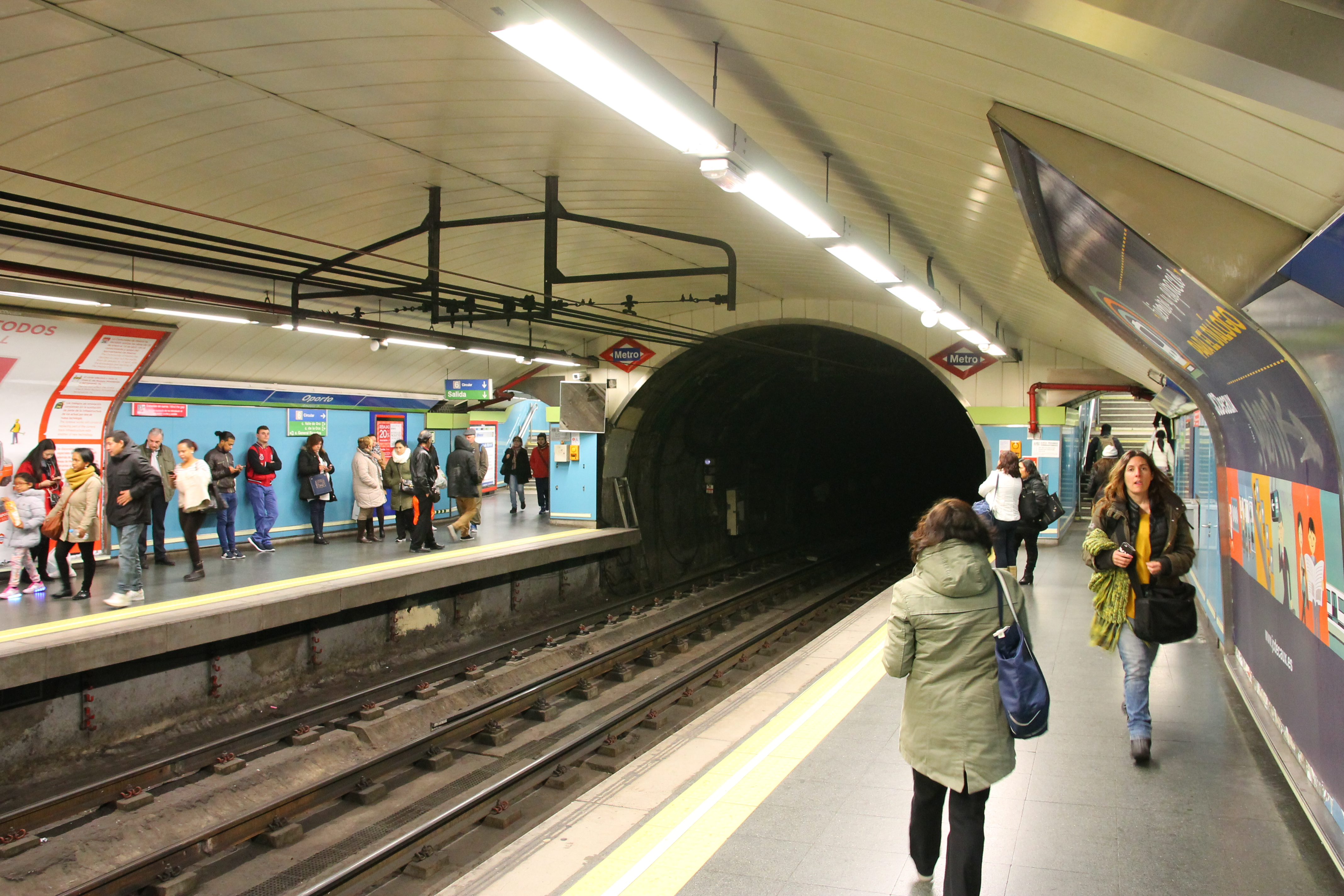
Andén de la línea 5

Oporto es una estación de las líneas 5 y 6 de Metro de Madrid, situada bajo la glorieta del Valle del Oro, en el barrio madrileño de Opañel (Carabanchel).
Del 31 de mayo al 5 de septiembre de 2025, los andenes de línea 6 permanecen cerrados por el cierre del arco oeste Moncloa-Méndez Álvaro, cortado por obras de automatización de línea. Se establece un Servicio Especial de autobús gratuito entre ambas estaciones.

## Historia
La estación de la línea 5 abrió al público el 5 de junio de 1968 con el primer tramo de la línea entre Callao y Carabanchel. El 7 de mayo de 1981 se abrió la estación de la línea 6 a mayor profundidad, la cual se convirtió en cabecera de dicha línea hasta el 1 de junio de 1983, cuando se amplió la línea 6 a la estación de Laguna.
La estación fue reformada entre 2003 y 2004 con la colocación de nuevas bóvedas y paramentos
Durante el Plan de Áreas Intermodales y Aparcamientos Disuasorios durante el periodo 2007-2011, se construyó en superficie, en la Glorieta del Valle de Oro, un Área Intermodal, en el confluyen las líneas de autobuses urbanos de la EMT de Madrid, salvo aquellos que circulan solamente por la calle del General Ricardos, y los autobuses interurbanos con destino Leganés.

## Accesos
Vestíbulo Valle de Oro
- Valle de Oro Gta. Valle de Oro, 2
- Oca C/ General Ricardos, 164 (esquina C/ Oca)

Vestíbulo General Ricardos
- General Ricardos, pares C/ General Ricardos, 148. Acceso a andenes de Línea 5
- General Ricardos, impares C/ General Ricardos, 143. Acceso a andenes de Línea 5

## Líneas y conexiones

### Metro
| << cabecera      | < estación | línea | estación >   | cabecera >>   |
| ---------------- | ---------- | ----- | ------------ | ------------- |
| Alameda de Osuna | Urgel      |       | Vista Alegre | Casa de Campo |
| Circular         | Carpetana  |       | Opañel       | Circular      |

### Autobuses
| Diurnos                                             |                           |                                                     |
| Autobuses con cabecera en Área Intermodal de Oporto |                           |                                                     |
| Línea                                               | Destino                   | Parada                                              |
| 81                                                  | Hospital 12 de Octubre    | 5550 OPORTO (C/ Valle del Oro-Gta. Valle del Oro)   |
| 108                                                 | Cementerio de Carabanchel | 5550 OPORTO (C/ Valle del Oro-Gta. Valle del Oro)   |
| Autobuses pasantes en Área Intermodal de Oporto     |                           |                                                     |
| Línea                                               | Destino                   | Parada                                              |
| 34                                                  | Plaza de Cibeles          | 340 OPORTO (C/ General Ricardos-Gta. Valle del Oro) |
| 35                                                  | Plaza Mayor               | 340 OPORTO (C/ General Ricardos-Gta. Valle del Oro) |
| 34                                                  | Las Águilas               | 4078 OPORTO (C/ General Ricardos, 166)              |
| 35                                                  | Carabanchel Alto          | 4078 OPORTO (C/ General Ricardos, 166)              |
| 55                                                  | Batán                     | 5600 OPORTO (Gta. Valle del Oro)                    |
| 55                                                  | Atocha                    | 5601 OPORTO (Gta. Valle del Oro)                    |
| 118                                                 | Avenida de la Peseta      | 5601 OPORTO (Gta. Valle del Oro)                    |
| Nocturnos                                           |                           |                                                     |
| Autobuses pasantes en Área Intermodal de Oporto     |                           |                                                     |
| Línea                                               | Destino                   | Parada                                              |
| N26                                                 | Plaza de Alonso Martínez  | 340 OPORTO (C/ General Ricardos-Gta. Valle del Oro) |
| N26                                                 | Aluche                    | 4078 OPORTO (C/ General Ricardos, 166)              |
| N17                                                 | Carabanchel Alto          | 5550 OPORTO (C/ Valle del Oro-Gta. Valle del Oro)   |
| N16                                                 | Plaza de Cibeles          | 5600 OPORTO (Gta. Valle del Oro)                    |
| N16                                                 | Avenida de la Peseta      | 5601 OPORTO (Gta. Valle del Oro)                    |
| N17                                                 | Plaza de Cibeles          | 5601 OPORTO (Gta. Valle del Oro)                    |

| Diurnos                                             |                              |                                       |              |
| Autobuses con cabecera en Área Intermodal de Oporto |                              |                                       |              |
| Línea                                               | Destino                      | Parada                                | Operador     |
| 481                                                 | Leganés (Parquesur-Hospital) | 5600 GTA. VALLE DE ORO-GRAL. RICARDOS | Martín, S.A. |
| 486                                                 | Leganés (Valdepelayo)        | 5600 GTA. VALLE DE ORO-GRAL. RICARDOS | Martín, S.A. |
| 484                                                 | Leganés (Leganés Central)    | 17960 Valle de Oro-Oporto             | Martín, S.A. |